# 元坝镇 (广元市)
元坝镇，是中华人民共和国四川省广元市昭化区下辖的一个乡镇级行政单位。2019年12月，撤销柳桥乡、紫云乡和拣银岩街道，将原柳桥乡、原紫云乡和原拣银岩街道所属行政区域划归元坝镇管辖，元坝镇人民政府驻晋寿路135号。

## 行政区划
元坝镇下辖以下地区：
青梅路社区、京兆路社区、长坝村、中梁村、元坝村、大坝村、杏花村、吴沟村、青树村、光华村、砖灰村、五一村、胜利村和泉坝村。